# INS Viraat (R22)
INS Viraat (R22) (sanskrit: विराट, virāṭa. "Jätte" ) var ett hangarfartyg av Centaur-klass i tjänst i indiska flottan. INS Viraat var flaggskepp i den indiska flottan mellan 1987 och 2015, och det äldsta hangarfartyget i tjänst när hon pensionerades. Hon var det näst största fartyget i den indiska flottan efter INS Jyoti (A58).
Viraat färdigställdes och togs i tjänst 1959 som Royal Navys HMS Hermes och överfördes till Indien 1987. År 2009 fanns det rapporter att efter det årets ombyggnad avslutades, skulle Indien kanske hålla hangarfartyget i tjänst fram till 2020. Då skulle krigsfartyget avsluta 60 års tjänstgöring, över två gånger den ursprungligen beräknade livslängden på 25 år. Detta på grund av förseningarna i byggandet av de två inhemska hangarfartygen av Vikrant-klass.
I och med leveransen av det ryskbyggda hangarfartyget INS Vikramaditya valde dock Indien att ta INS Viraat ur tjänst. Fartyget avslutade officiellt sin tjänstgöring den 6 mars 2017 efter 30 år i den Indiska flottan. Fartyget var planerat att påbörja skrotning i slutet av 2020.